# 宋珫
宋珫（1458年—？），字廷璧，河南汝寧府光州人，民籍，明朝政治人物。

## 生平
成化二十二年（1486年）丙午科河南鄉試第二十一名舉人。弘治三年（1490年）中式庚戌科會試第二百四十七名，三甲第一百零六名進士。

## 家族
曾祖宋𨌥；祖父宋敏；父宋志道，兵馬司指揮。母馬氏。具庆下。兄宋琦。